# Gudrun Heyens
Gudrun Heyens (* 1950 in Ratingen) ist eine mehrfach ausgezeichnete Blockflötistin, Komponistin, Autorin und ehemalige Professorin für Blockflöte an der Folkwang Universität der Künste, Essen.

## Leben und Wirken
Heyens studierte Blockflöte und Violine an der Hochschule für Musik und Tanz Köln bei Günther Höller und Franzjosef Maier. 1973 war sie Gründungsmitglied und bis 1981 Angehörige von Musica Antiqua Köln, von 1984 bis 2002 Mitglied des „Marais Consort“. Mit diesen und anderen Ensembles für Alte Musik absolvierte Heyens weltweit Konzerte sowie zahlreiche Rundfunk- und CD-Aufnahmen. Zudem gab sie europaweit musikpädagogische Kurse.
Von 1985 bis 2015 bekleidete Gudrun Heyens eine Professur für Blockflöte an der Folkwang Universität der Künste, amtierte von 2003 bis 2008 als deren Prorektorin und war gleichzeitig Präsidentin der ERTA Deutschland (European Recorder Teachers Association). Von 2011 bis 2015 stand sie dem Institut für Lebenslanges Lernen (IfLL) an der Folkwang Universität der Künste als Leiterin vor. Heyens lebt mit ihrem Mann in Duisburg und ist seit 2011 freiberuflich als Autorin tätig.

## Ehrungen (Auswahl)
- Deutscher Schallplattenpreis für Concerti per flauto
- Deutscher Musikeditionspreis für das Unterrichtswerk Spiel und Spaß mit der Blockflöte (1998)
- Musikpädagogikpreis der Stadt Duisburg und der Köhler-Osbahr-Stiftung (2003)

## Veröffentlichungen (Auswahl)
- (mit Gerhard Engel) Spiel und Spaß mit der Blockflöte. Schule für die Sopranblockflöte, Mainz 1990
- Keine besonderen Vorkommnisse, Erzählungen, Berlin 2011, ISBN 978-3-8442-1087-3
- Vincent oder Die Heiligsprechung, Roman, Berlin 2013, ISBN 978-3-942042-08-6
- Hinter dem Schein, Erzählungen, Berlin 2014, ISBN 978-3-942042-15-4
- Die Saite aus Stahl, Roman, Mainz 2016, ISBN 978-3-95983-521-3
- Scheitern, Erzählungen, Berlin 2017, ISBN 978-3-7450-3026-6
- Lieben, Erzählungen, Berlin 2019, ISBN 978-3-7502-0786-8
- Madrigal, Roman, Duisburg 2020, ISBN 978-3-947706-22-8
- Die andere Katharina, Roman, Duisburg 2022, ISBN 978-3-947706-55-6
- Belétage, Roman, Duisburg 2025, ISBN 978-3-95 869-433-0